# Tắc kè núi Bà Đen
Tắc kè núi Bà Đen (danh pháp: Gekko badenii), còn gọi là tắc kè vàng, là loài thằn lằn trong họ Gekkonidae. Loài này được Shcherbak & Nekrasova miêu tả khoa học đầu tiên năm 1994. Chúng là loài đặc hữu của khu vực Tây Ninh và Kon Tum (Việt Nam).